# Oni (série de jeux vidéo)
 (novembre 2015).
Si vous disposez d'ouvrages ou d'articles de référence ou si vous connaissez des sites web de qualité traitant du thème abordé ici, merci de compléter l'article en donnant les références utiles à sa vérifiabilité et en les liant à la section « Notes et références ».
Pour les articles homonymes, voir Oni (homonymie).
Oni est une série de jeux vidéo de rôle japonais débutée en 1990.

## Série
1. Kininkou Maroku Oni (1990, Game Boy)
2. Oni II: Innin Densetsu (1992, Game Boy)
3. Oni III: Kuro no Hakaishin (1993, Game Boy)
4. Oni IV: Kishin no Ketsuzoku (1994, Game Boy)
5. Kishin Kourinden ONI (1994, SNES)
6. Oni V: Innin no Tsugumono (1995, Game Boy)
7. Bakumatsu Kourinden ONI (1996, SNES)
8. Oni Zero: Fukkatsu (2000, PlayStation)

## Bakumatsu Kourinden: Oni
Bakumatsu Kourinden: Oni (幕末降臨伝 ＯＮＩ) est un jeu vidéo de rôle au tour par tour à thème de mythologie japonaise. Le jeu a été développé par Pandora Box et édité par Banpresto pour la SNES. Il est sorti uniquement au Japon le 2 février 1996. Il s'agit de la suite de Kishin Kourinden ONI dans la série Oni par Banpresto.
À la fin de la période Edo, des bateaux à vapeur accostent les côtes du Japon pour rompre son isolationnisme et avec l'objectif secret d'utiliser ses lieux surnaturels Reiketsu, dont la force faiblit. Le Shogunat, se trouvant menacé par des forces internes et externes au Japon, crée la force spéciale Shinsengumi, pour éliminer ces menaces surnaturelles ou non. Après avoir été attaqué par un esprit, l'adolescent Yamatomaru et le guerrier du Shadow Shinsengumi Mibu Juurouta partent à l'aventure.